# Patinatge de velocitat als Jocs Olímpics d'hivern de 1936 - 5.000 metres masculins
Als Jocs Olímpics d'Hivern de 1936 celebrats a la ciutat de Garmisch-Partenkirchen (Alemanya) es realitzà una prova de patinatge de velocitat sobre gel en una distància de 5.000 metres que formà part del programa oficial de patinatge de velocitat als Jocs Olímpics d'hivern de 1936. La prova es disputà el dia 12 de febrer de 1936 a l'Olympia Skistadion.

## Comitès participants
Hi participaren un total de 37 patinadors de 16 comitès nacionals diferents.
| - Alemanya (2) - Austràlia (1) - Àustria (4) - Bèlgica (2) - Canadà (1) - Estats Units (2) - Estònia (1) - Finlàndia (4) |  | - Hongria (1) - Japó (4) - Letònia (3) - Països Baixos (4) - Polònia (1) - Noruega (4) - Suècia (1) - Txecoslovàquia (2) |

## Resum de medalles
| Or              | Argent          | Bronze       |
| Ivar Ballangrud | Birger Wasenius | Antero Ojala |

## Resultats
| Posició | Patinador           | Temps   |
| ------- | ------------------- | ------- |
| 1       | Ivar Ballangrud     | 8:19.6  |
| 2       | Birger Wasenius     | 8:23.3  |
| 3       | Antero Ojala        | 8:30.1  |
| 4       | Jan Langedijk       | 8:32.0  |
| 5       | Max Stiepl          | 8:35.0  |
| 6       | Ossi Blomqvist      | 8:36.6  |
| 7       | Charles Mathiesen   | 8:36.9  |
| 8       | Karl Wazulek        | 8:38.4  |
| 9       | Michael Staksrud    | 8:38.5  |
| 10      | Dolf van der Scheer | 8:43.3  |
| 11      | Robert Petersen     | 8:46.5  |
| 12      | Janusz Kalbarczyk   | 8:47.7  |
| 13      | Roelof Koops        | 8:48.5  |
| 13      | Heinz Sames         | 8:48.5  |
| 15      | Eddie Schroeder     | 8:49.1  |
| 16      | Lou Dijkstra        | 8:51.5  |
| 17      | László Hidvéghy     | 8:53.2  |
| 18      | Alfons Bērziņš      | 8:53.4  |
| 19      | Wilhelm Löwinger    | 8:53.9  |
| 20      | Edward Wangberg     | 8:54.7  |
| 21      | Seien Kin           | 8:55.9  |
| 22      | Åke Ekman           | 9:00.4  |
| 22      | Aleksander Mitt     | 9:00.4  |
| 24      | Karl Prochaska      | 9:02.6  |
| 25      | Thomas White        | 9:04.5  |
| 26      | Axel Johansson      | 9:06.4  |
| 27      | Yushoku Cho         | 9:08.7  |
| 27      | Seitoku Ri          | 9:08.7  |
| 29      | Arvīds Lejnieks     | 9:11.9  |
| 30      | Jānis Andriksons    | 9:15.0  |
| 31      | Kunio Nando         | 9:20.1  |
| 32      | Jaroslav Turnovský  | 9:25.8  |
| 33      | Kenneth Kennedy     | 9:48.9  |
| 34      | Oldřich Hanč        | 10:03.0 |
| 35      | James Graeffe       | 10:52.6 |
| –       | Charles De Ligne    | NF      |
| –       | Willy Sandner       | NF      |

Ivar Ballangrud establí un nou rècord olímpic amb el temps de 8:19.6.